# Ленское объединённое речное пароходство
«Ленское объединённое речное пароходство» (полное название — Публичное акционерное общество «Ленское объединённое речное пароходство», ПАО «ЛОРП») — российская транспортная компания, штаб-квартира которой находится в Якутске. Играет большую роль в обеспечении грузоперевозок и северного завоза на северо-востоке России, прежде всего для Республики Саха (Якутия), а также Иркутской области, севера Красноярского края и Чукотки.

## История
Судоходство по реке Лене играло важную роль для жизни всего огромного региона Ленского бассейна ещё с незапамятных времён. Так, считается, что тюркоязычные предки якутов в средние века проникали в центральную Якутию предположительно из района Прибайкалья именно по Лене — на плотах или каких-то других примитивных судах (либо, частично, пешим порядком по берегу).
По Лене же в основном проникли в район современного Якутска и далее на север первые русские землепроходцы, в числе которых основатель Якутска казачий сотник Пётр Бекетов. Казаки-землепроходцы XVII века, как правило, использовали для передвижения по рекам и плавания в море вблизи берегов кочи.
В 1861 году на реке Лене появился первый пароход, он назывался «Святой Тихон Задонский». В целом, со второй половины XIX века начинается история регулярного пароходства на Лене. Его основателем можно считать купца первой гильдии из Нижнеудинска Николая Егоровича Глотова (1834—1911). В 1888 году он обратился в казённые учреждения за поддержкой идеи срочного почтово-пассажирского пароходства на Лене. 14 (26) февраля 1894 года император Александр III это прошение «утвердить соизволил и повелел исполнить», тем самым создание на Лене срочного пароходства по линии Усть-Кут — Якутск было одобрено. В 1895 году, в год открытия Ленского почтово-пассажирского пароходства, Н. Е. Глотов владел четырьмя пароходами — «Пермяк», «Витим», «Якут», «Почтарь», буксирным пароходом «Работник» и шестью железными баржами (вместимостью: одна — 2 тыс., три — по 6 тыс., две — по 14 тыс. пудов). В 1907 году Н. Е. Глотов вместе с сыновьями Николаем и Константином организовал судоходное товарищество «Н. Н. К. Глотовы».
В начале XX века, кроме купца Глотова, срочными почтово-пассажирскими перевозками на Лене занималась и купчиха Анна Ивановна Громова, владевшая следующими судами: паровая шхуна «Лена», пароходы «Громов», «Сынок» и паровой катер «Вега», выкупленный у Российской полярной экспедиции в 1902 году, а также частное пароходство И. И. Минеева (3 судна) и некоторые другие. В середине 1910-х годов на Лене работало 40 судов, наиболее крупная компания Глотова имела 11 пароходов.
Н. Е. Глотов скончался 18 декабря 1911 года в городе Иркутске. После его кончины его сыновья успешно продолжали дело отца. После Октябрьской революции имущество компании «Н. Н. К. Глотовы» было национализировано советской властью и явилось основой для государственного предприятия «Ленское речное пароходство».
Национализация флота была проведена новой властью в 1920 году. Всего по бассейну было национализировано 25 действующих пароходов мощностью 5000 л. с. и 123 баржи грузоподъемностью 24 557 тонн. В 1923 году было организовано «Якутское пароходство» («ЯкПар»), которое до 1929 года осуществляло перевозки в интересах республики. Силами этого пароходства были освоены в судоходном отношении верховья Алдана и обеспечивались перевозки в низовьях Лены. Флот арендовался у «Лензолото». Затем пароходство стало называться «Ленское государственное пароходство» («Ленгоспар»).
В 1932 году единое государственное пароходство «Ленгоспар» разъединено на ведомственные — «Лензолотофлот» (Министерства цветной металлургии), ЛУРП (Наркомвода), СЯРП (Северо-Якутское пароходство Главного управления Севморпути). На Колыме было организовано районное управление водного транспорта «Дальстроя».
Большой толчок развитию судоходства, особенно в низовьях Лены, дали перевозки грузов ленд-лиза в годы войны. Снабжение республики в те годы проходило через Северный морской путь, кроме того, речной флот доставлял в Якутск большое количество авиабензина для обеспечения перегона самолётов по авиамосту «Аляска-фронт». Активно шло пополнение флота.
С 1953 года в стране начинаются масштабные реорганизации, затронувшие и систему водного транспорта. Появилось единое союзное министерство морского и речного флота. В состав нового министерства вошло Главное управление Севморпути (ГУСМП). Северо-Якутское пароходство вошло в состав Ленского речного пароходства.
В 1957 году произошло объединение Ленского речного пароходства с трестом «Лензолотофлот», который работал на 10 реках протяженностью до 7115 км и грузооборот пароходства составлял 200 тысяч тонн. Им обслуживались тресты «Лензолото», «Джугджурзолото», «Мамслюда», «Алданслюда», ГРЭ и 16 пристаней. В 1972 году после присоединения Колымо-Индигирского пароходства предприятие приобрело нынешнее название — «Ленское объединённое речное пароходство» (ЛОРП).
С 1958 года началось строительство речного порта Осетрово, куда подошла построенная ветка железной дороги Тайшет — Лена. Это явилось очень важным событием, на многие десятилетия определившим основную транспортную схему завоза грузов в Якутию и успешное функционирование, в том числе, Ленского пароходства. Осетровское направление завоза грузов речным транспортом стало основным. В порту Осетрово производится перевалка с железной дороги на речные суда оборудования, строительных материалов и промышленных товаров. Одновременно из порта Тикси вверх по реке шли грузы, поступающие по Северному морскому пути.
С 1960-х годов, с развитием Осетровского порта, на водных путях Ленского бассейна получили широкое применение грузовые теплоходы грузоподъемностью от 600 до 2000 т. Речной флот стал пополняться судами местной постройки грузоподъемностью до 1500 т, которые могли работать в озерных условиях класса «О» по Правилам Регистра. Эти теплоходы (проект Р-25, Р-25Б и 1754Б) работали на всем протяжении от порта Осетрово до Тикси и реки Яна.
Река Лена была и остаётся основной транспортной магистралью северо-востока России, обеспечивает доставку грузов из центральной части страны — до 80 % от всего грузооборота этого региона. Впрочем, в различные годы, в зависимости от экономического состояния страны, объём грузопотока менялся в значительной степени.
Перед перестройкой в составе Ленского объединённого речного пароходства насчитывалось 1105 единиц транспортного флота суммарной мощностью в 610,9 тыс. л. с. и общей грузоподъемностью 1282,6 тыс. т. Эксплуатировались грузовые суда проектов 292, 0225, 1743, 21-88 (типа «река-море»), Р-25, СК-2000, танкера проектов 621, Р-77, 1754Б, баржи проектов Р-56, 16800, 942, все г/п 1000 т. и более. В составе буксирного флота преобладали теплоходы мощностью 2000, 800, 600 л.с, проектов 428, Р-ЗЗЛТ, 4-800, 1741 и 10 мелкосидящих колесных буксиров проекта 1721Л.
В 1990-х годах из состава единого ЛОРПа выделилось Верхнеленское речное пароходство с дислокацией в Иркутске и Усть-Куте. Тем самым, ЛОРП фактически разделился на собственно ЛОРП («якутский ЛОРП») и иркутский, ответственный прежде всего за иркутский участок Ленского бассейна. Произошёл раздел флота. Окончательно новое пароходство сформировалось в 1997 году.
Также, в 1990-е годы из состава единого ЛОРПа выделились и стали самостоятельными юридическими лицами такие подразделения, как «Арктическое морское пароходство», «Колымская судоходная компания», «Янское речное пароходство», ХК «Якутский речной порт» с дочерними предприятиями «Судоходная компания „Якутск“», «Судоходная компания „Вилюй“», «Пассажирское райуправление», и др.
23 июня 1994 года была зарегистрирована акционерная судоходная компания «Ленское объединённое речное пароходство» (АСК «ЛОРП»). 20 июня 1998 года она переименована в открытое акционерное общество (ОАО «ЛОРП»).
Сегодня в состав ОАО «ЛОРП», основного перевозчика, входят Жатайский ССЗ, Пеледуйский ССЗ, Олёкминский и Белогорский речные порты. Именно они обеспечивают северный завоз.

## Собственники и руководство
Основными акционерами ПАО «ЛОРП» являются:
- Республика Саха (Якутия) в лице Министерства имущественных отношений Республики Саха (Якутия) — 51 % от уставного капитала;
- остальные собственники — различные юридические и физические лица.

Уставный капитал общества составляет 833 796 000 руб., в реестре акционеров на 01.01.11 зарегистрировано 4818 акционера.
Генеральный директор — Ларионов Сергей Александрович. Исполнительный директор — Емельянов Сергей Витальевич.
ПАО «ЛОРП» является членом: Ассоциации портов и судовладельцев речного транспорта, Саморегулируемой организации Ассоциация судоходных компаний, Некоммерческого Партнерства по координации использования Северного морского пути, Некоммерческого партнерства «Транспортный союз Республики Саха (Якутия)».

## Деятельность
ПАО «Ленское объединённое речное пароходство» — одно из ведущих транспортно-производственных предприятий Республики Саха (Якутия) и северо-востока страны в целом. Оно внесено в список системообразующих предприятий России, в перечень стратегических предприятий Якутии и в реестр субъектов естественных монополий, в отношении которых осуществляется государственное регулирование и контроль.
По состоянию на начало 2010-х годов, флот пароходства состоит из 299 различных судов, в том числе класса «река—море» — сухогрузов, танкеров, буксиров, служебно-вспомогательных судов общей грузоподъемностью более 340 тысяч тонн и общей мощностью порядка 170 тысяч лошадиных сил. Кроме того, в пользовании ЛОРПа находятся два дизельных ледокола, находящихся в федеральной собственности — «Капитан Бабичев» и «Капитан Бородкин». Предприятие по праву считается основой транспортной системы Ленского бассейна и является доминирующим перевозчиком на участке Северного морского пути от Хатангского залива до Певека, на реки Хатанга, Анабар, Оленёк, Яна, Индигирка, Колыма и морской порт Певек.
Пароходство осуществляет перевозки нефтепродуктов наливом, генеральных и прочих грузов для четырёх субъектов Российской Федерации — Республики Саха (Якутия), Иркутской области, Красноярского края и Чукотского автономного округа. Основная часть грузовладельцев — постоянные партнёры ЛОРПа — крупнейшие компании России и Якутии.
Основные объёмы перевозок грузов ЛОРП выполняет для получателей Республики Саха (Якутия) (83 %), остальные — для предприятий Иркутской области, Красноярского и Хабаровского краёв, Чукотского автономного округа. В структуре грузовой базы 70 % занимают топливно-энергетические ресурсы, 55 % — грузы для государственных и региональных нужд, порядка 50 % — грузы для получателей, находящихся в арктической зоне северо-востока страны.
Наибольший объём грузов ЛОРП перевозит для своих постоянных клиентов: лесные грузы для ООО «АЛМАС», топливно-энергетические ресурсы для ГУП «ЖКХ РС (Я)», АО НК «Туймаада-Нефть», АО «Энерготрансснаб» и АО «Саханефтегазсбыт», продовольственные товары для ОАО «Якутоптторг», генеральные грузы для ООО «Якутское» и ООО «Велесстрой» и др.
На сегодняшний день, большинство грузов в республику поступает по смешанному железнодорожно-водному маршруту Транссиб — БАМ — порт Осетрово — река Лена. В порту Осетрово (г. Усть-Кут Иркутской области) переваливается 80 % грузов для республики. Эта устойчивая, сложившаяся десятилетиями транспортная схема может постепенно поменяться лишь при условии полной достройки Амуро-Якутской железнодорожной магистрали с выходом её в Якутский речной порт и дальнейшим возрастанием роли железной дороги в деле обеспечения грузовых перевозок в республике.
Якутский речной порт — важный логистический узел северо-востока России. Современный порт построен в 60-х гг. XX в. Играет важную роль в обеспечении северного завоза. Отсюда в период навигации судами класса «река-море» осуществляется завоз грузов на Колыму, Индигирку и другие северные реки, включая не только Якутию, но и Чукотку, север Красноярского края.
Перевозка грузов осуществляется собственными судами во все тарифные пункты Ленского бассейна с притоками рек Витим, Алдан, Вилюй. Суда пароходства типа «река—море» плавания доставляют сухие и наливные груза в устьевые порты Хатанга, Нижнеянск, Зеленый Мыс, пункт Юрюнг-Хая и бар р. Индигирка. Дальнейшую транспортировку грузов в пункты рек Яна, Колыма выполняют суда ОАО «Янское речное пароходство», ОАО «Колымская судоходная компания». Перевозки грузов по реке Индигирка осуществляет филиал пароходства — Белогорский речной порт. Перевозка грузов по трассам Северного морского пути выполняется также судами морских пароходств. Во внутрибассейновых перевозках конкуренцию ЛОРПу составляют другие предприятия водного транспорта различных организационных форм. Основные конкуренты ОАО «ЛОРП» в Ленском бассейне по сухогрузам: ООО «Верхнеленское речное пароходство», ООО Судоходная компания «Якутск», по нефтепродуктам наливом: ОАО «Киренская РЭБ флота», ООО «Алексеевская РЭБ флота», ОАО Судоходная компания «АлРОСА-Лена» (Осетрово-Ленск), ОАО «Мурманское морское пароходство» и ЗАО «РИМСКО» (завоз Северным морским путём).
Навигацию 2011 года ЛОРП завершил с ростом объёмов грузоперевозок относительно прошлого года на 127 тыс. тонн (+11,2 %) и 223 млн тонно-километров (+11,6 %).
В навигацию 2012 года пароходство планирует увеличить объём грузоперевозок за счет привлечения новых клиентов. В частности, предстоит освоить перевозки в большом объёме для строительства газопровода «Чаянда — Дальний Восток», осуществляемого ОАО «Газпром». Активное развитие нефтегазодобывающей, горнодобывающей промышленности, строительство железной дороги и ГЭС на реках Якутии, возрождение Севморпути позволяют прогнозировать дальнейший рост объёма грузоперевозок судами внутреннего и смешанного «река—море» плавания в Ленском бассейне и в порты морей Арктического бассейна.
Помимо грузовых перевозок и транспортно-экспедиционных услуг ЛОРП занимается судоремонтом и машиностроением, оказывает услуги в области электрорадионавигации и связи. Перспективными направлениями развития определены возрождение судостроения, освоение и внедрение новых производств.
В ноябре 2022 года начаты специализированные перевозки автотранспорта на реке Лена по маршруту «Жатай-Тектюр-Жатай». В перевозках были задействованы ледокол «Капитан Бабичев», буксир «Капитан Бурковский» и баржа «Жатай-1». Все причалы были модернизированы для подъезда автолтранспорта.

## Филиалы, дочерние и зависимые предприятия ЛОРПа

### Филиалы
- Белогорский судоходный участок (обособленное подразделение)
- Олёкминский речной порт
- Осетровский филиал

### Дочерние общества
- ООО «Жатайский судоремонтно-судостроительный завод» (100 %)
- ООО «Пеледуйский судоремонтно-судостроительный завод» (100 %)
- ООО «Ленатурфлот» (100 %)
- ООО «Ориент-Лайн» (60 %)

### Зависимые общества
- ООО «Зеленомысский речной порт» (50,0 %)
- ОАО «Янское речное пароходство» (25,5 %) и др.[5][12][13]

Также в структуру ЛОРПа входят профилакторий «Бриз» в Пеледуе, гостиница «Парус» в г. Якутске и др. организации.

## Проблемы
Основная проблема ЛОРПа — старение и деградация флота. Особенно резко деградировал по сравнению с советскими временами скоростной флот. Так, например, из примерно 10 теплоходов типа «Ракета», работавших в ЛОРПе в начале 80-х годов, ныне осталось только 2. Компания не настолько богата, чтобы позволить себе покупку новых судов без помощи государства; единственное, что она может себе позволить — аренду судов. В течение многих лет составляются программы и планы обновления флота ЛОРПа. Для решения этой проблемы в 2019 году началась реконструкция Жатайского судоремонтно-судостроительного завода, который с 2022 года сможет выпускать до 10 новых судов в год.

## В художественной литературе
Повести Ивана Ласкова «На подводных крыльях» и «Туман» — о речниках Якутии (Ленского объединённого речного пароходства). См. в книге: Ласков И. А. Лето циклонов (недоступная ссылка). Повести, рассказы. — М.: Советский писатель. 1987. — 432 с.

## Фотогалерея
- В Якутском речном порту
- Круизный теплоход «Демьян Бедный» на Ленских столбах
- «Демьян Бедный» подходит к причалу
- Теплоход «Михаил Светлов»
- Река Лена — важнейшая транспортная магистраль Якутии
- Памятник Н. Е. Глотову в речпорту Якутска
- Памятник, посвящённый 100-летию регулярного судоходства на Лене